# Villalvernia
Villalvernia (Vila Vèrnia in piemontese) è un comune italiano di 843 abitanti della provincia di Alessandria in Piemonte, situato sui rilievi collinari alla destra del basso corso del torrente Scrivia.

## Storia
Probabilmente fondato nel corso del X secolo, noto semplicemente come Villa, fu concesso parzialmente in feudo ai vescovi di Tortona da Papa Adriano IV. Nel 1413 Filippo Maria Visconti lo concesse in feudo a Guglielmo d'Alvernia. La famiglia Alvernia detenne il potere in paese per ben 167 anni, legando il proprio nome a quello del borgo.
Nel 1580, il feudo passa agli Spinola, in seguito al matrimonio di Francesco con Antonia Alvernia.
Nel 1652 i feudatari di Villalvernia ottennero il titolo marchionale dal re di Spagna Filippo IV
Nel 1688 fu venduto dalla Regia Camera di Milano al maestro di campo Pietro Luigi Passalacqua.
Il 1º dicembre 1944, fu oggetto di un pesante bombardamento da parte delle forze aeree americane, volto a colpire gli uffici ferroviari qui trasferiti da Genova. Morirono 114 civili e 235 restarono feriti.
Nel 1953 la frazione Bettole fu distaccata dal comune di Villalvernia e aggregata al comune di Pozzolo Formigaro.

### Simboli
Lo stemma comunale è stato concesso con regio decreto del 14 ottobre 1938.
Lo stemma riunisce elementi dei blasoni di famiglie storicamente legate a Villalvernia: i Passalacqua (d'argento, alla banda di rosso, al fiume al naturale in punta; la banda attraversante; col capo d'azzurro) e i marchesi Gritta (trinciato, alla banda d’argento sulla partizione, caricata del granchio di mare di rosso, posto nel verso della stessa: sopra d'azzurro, alla cometa d'oro posta in palo; sotto di nero con la campagna di verde).
Il gonfalone in uso al comune è un drappo di azzurro.

## Monumenti e luoghi d'interesse

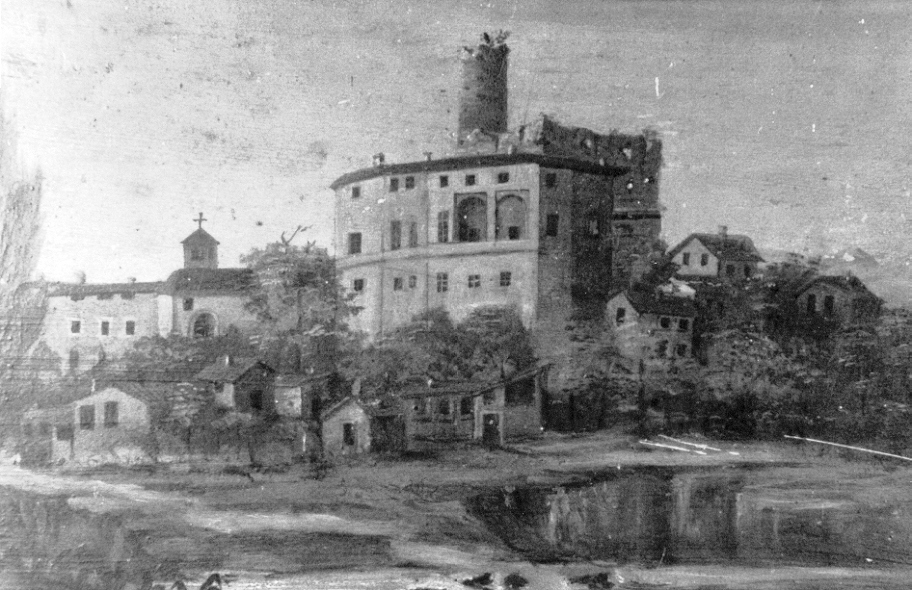
Castello di Villalvernia

Il paese è costituito da una parte alta, il borgo, nucleo originario e da una parte bassa nella pianura alluvionale dello Scrivia, costituitasi dopo la costruzione della strada Serravalle-Tortona (1821).
La chiesa parrocchiale di S. Maria Assunta, fu costruita, su un terreno appartenente ai nobili Valerio al posto di quella precedente, rasa al suolo nel 1600, ma ultimata soltanto nel 1840, essendosi la costruzione interrotta nel 1630, in seguito all'epidemia di peste che decimò il paese (da 300 a circa 90 abitanti). L'interno è ampio in stile neoclassico, con navata a forma ottagonale e grande cupola. Sopra l'altare maggiore, in una lunetta, è dipinta la "Cena in Emmaus" con Cristo tra due apostoli.
Nella chiesa di Bettole di Villalvernia è conservata una grande tela del pittore Cesare Viazzi (Alessandria, 1857 - Predosa, 1943) raffigurante S. Anna che insegna a leggere a Maria Vergine bambina. L'artista ha voluto rendere omaggio alla madre Maria Teresa Ricci di Villalvernia ritraendone l'effigie nel volto di sant'Anna.
Le principali vie ricordano personaggi storici legati a Villalvernia. Tra i principali: la via dedicata all'avvocato nobile Alberto Valerio, sindaco; la via dedicata al generale Domenico Carbone, la piazza dedicata al marchese Gian Alberto Gritta Tassorello, imparentati tra loro e legati alla storica nobile famiglia Valerio, proprietaria localmente degli antichi "fundi valeriani".

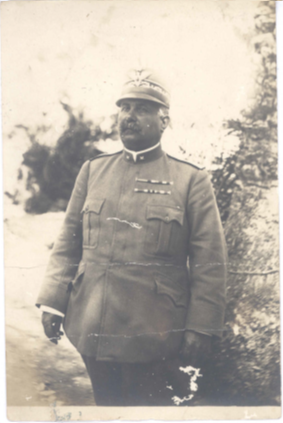
Ritratto del gen. Domenico Carbone, in uniforme da campo.

## Società

### Evoluzione demografica
Abitanti censiti

## Amministrazione
Di seguito è presentata una tabella relativa alle amministrazioni che si sono succedute in questo comune.
| Periodo        | Periodo        | Primo cittadino | Partito                              | Carica  | Note  |
| -------------- | -------------- | --------------- | ------------------------------------ | ------- | ----- |
| 29 maggio 1985 | 19 maggio 1990 | Giovanni Carrea | Democrazia Cristiana                 | Sindaco | [ 9 ] |
| 19 maggio 1990 | 24 aprile 1995 | Giovanni Carrea | Democrazia Cristiana                 | Sindaco | [ 9 ] |
| 24 aprile 1995 | 14 giugno 1999 | Giovanni Carrea | centro                               | Sindaco | [ 9 ] |
| 14 giugno 1999 | 14 giugno 2004 | Giovanni Carrea | lista civica                         | Sindaco | [ 9 ] |
| 14 giugno 2004 | 8 giugno 2009  | Giampaolo Pepe  | lista civica                         | Sindaco | [ 9 ] |
| 8 giugno 2009  | 25 maggio 2014 | Giampaolo Pepe  | lista civica                         | Sindaco | [ 9 ] |
| 7 giugno 2014  | 27 maggio 2019 | Franco Persi    | lista civica Per un domani migliore  | Sindaco | [ 9 ] |
| 27 maggio 2019 | 9 giugno 2024  | Franco Persi    | lista civica Per un domani migliore  | Sindaco | [ 9 ] |
| 9 giugno 2024  | in carica      | Giampaolo Pepe  | lista civica Villavernia bene comune | Sindaco | [ 9 ] |

## Sport

### Calcio
La squadra di calcio del paese è stata fondata nel 1983 con la denominazione di Associazione Calcio Villalvernia da alcuni giovani del paese tra cui Marco Orsi, Giancarlo Chinello e i fratelli Fabio e Fausto Cabella. Quest'ultimo, inoltre, è stato allenatore della prima squadra per ben venticinque anni ovvero dalla fondazione fino al 2008 venendo anche premiato dall'allora presidente Federale Giancarlo Abete insieme a Carlo Tavecchio all'epoca presidente della Lega Nazionale Dilettanti. 
Nell'estate del 2015 la proprietà cambia la denominazione in Calcio Tortona, spostandosi definitivamente nell'omonima città. 
Ad oggi non esiste più una società calcistica propriamente del paese.